# IIIe législature du Parlement écossais
La IIIe législature du parlement écossais est une législature du Parlement écossais. Elle débute en 2007 et se termine en 2011 .

## Composition
| Parti                    | Parti                    | Mai 2007 | Mai 2011 |
| ------------------------ | ------------------------ | -------- | -------- |
|                          | Parti national écossais  | 47       | 47       |
|                          | Parti travailliste       | 46       | 46       |
|                          | Parti conservateur       | 17       | 16       |
|                          | Libéraux-démocrates      | 16       | 16       |
|                          | Parti vert               | 2        | 2        |
|                          | Indépendants             | 1        | 1        |
|                          | Président du parlement   | 0        | 1        |
| Total                    | Total                    | 129      | 129      |
| Majorité gouvernementale | Majorité gouvernementale | -18      | -17      |

## Taux de féminisation
Il y a 43 députées sur 129 soit 33 % de femmes. En 2003, il y avait 51 femmes soit 40 %. 

## Gouvernement successifs
| Gouvernement | Dates (Durée)                                | Parti(s) | Premier ministre | Premier ministre | Vice-premier ministre | Vice-premier ministre |
| ------------ | -------------------------------------------- | -------- | ---------------- | ---------------- | --------------------- | --------------------- |
| Salmond I    | 16 mai 2007 - 18 mai 2011 (4 ans et 2 jours) | SNP      |                  | Alex Salmond     |                       | Nicola Sturgeon       |